# تيميارت
تيميارت هي قرية في مقاطعة أصفهان، إيران. عدد سكان هذه القرية هو 1,520 في سنة 2006.